# Lioudmyla Poradnyk
Lioudmyla Costiantynivna Poradnyk née Bobrous (en ukrainien : Людми́ла Костянти́нівна Пора́дник, en russe : Людмила Константиновна Порадник), née le 11 janvier 1946 à Kiev, est une handballeuse soviétique.
Sélectionnée en équipe nationale soviétique, elle y est sacrée championne olympique en 1976 et en 1980. En club, elle a évolué au Spartak Kiev de 1962 à 1981, le meilleur club européen de l'époque.

## Palmarès

### En équipe nationale
Jeux olympiques
- Médaille d'or aux Jeux olympiques 1976 à Montréal
- Médaille d'or aux Jeux olympiques 1980 à Moscou

Championnats du monde
- Médaille de bronze au Championnat du monde 1973
- Médaille d'argent au Championnat du monde 1975
- Médaille d'argent au Championnat du monde 1978

### En club
- vainqueur de la Coupe des clubs champions (7) : 1970[2],1971[3], 1972[4], 1973[5], 1975[6], 1977[7], 1979[8]
- vainqueur du Championnat d'URSS (12) : consécutifs de 1969 à 1981

## Distinctions
- Maître émérite du sport de l'URSS
- Ordre du Mérite, troisième classe